# Xiphidium caeruleum
Xiphidium caeruleum là một loài thực vật có hoa trong họ Huyết bì thảo. Loài này được Aubl. miêu tả khoa học đầu tiên năm 1775.

## Hình ảnh

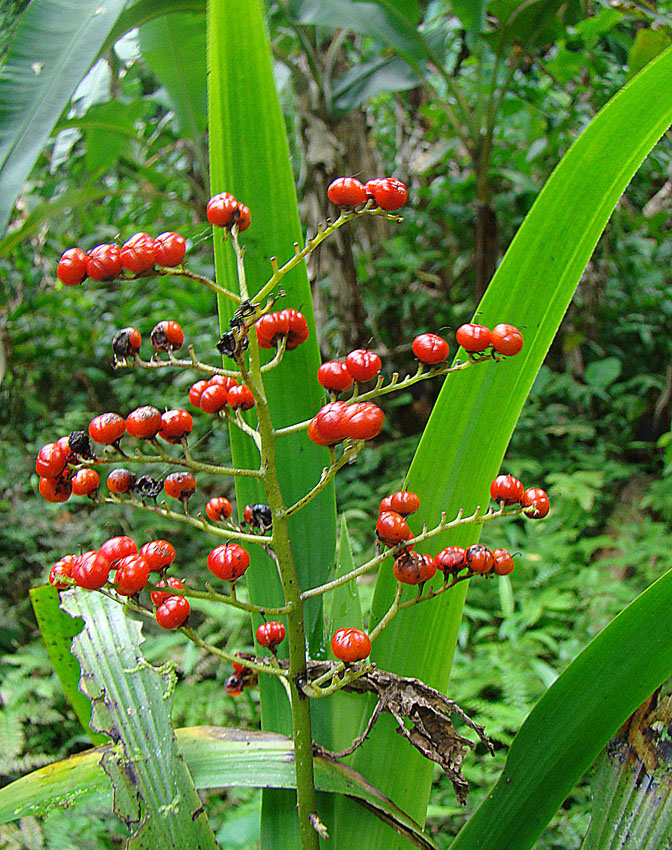
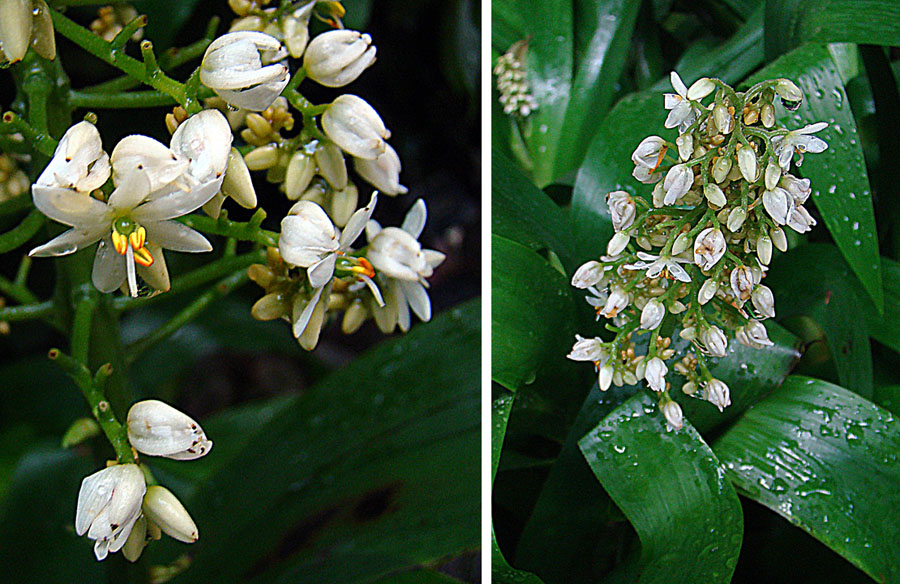